# Тасос (город)
Та́сос (греч. Θάσος ή Λιμένας Θάσου) — малый город в Греции. Порт. Город расположен на высоте 5 метров над уровнем моря, в северной части одноимённого острова, на побережье одноимённого пролива Эгейского моря, в 17 морских милях (31 километрах) к юго-востоку от Кавалы и в 322 километрах к северо-востоку от Афин. Административный центр одноимённой общины и одноимённой периферийной единицы в периферии Восточная Македония и Фракия. Население 3234 человека по переписи 2011 года.

## История
Современный город был построен западнее места раскопок древнего Фасоса. В Археологическом музее Тасоса выставлены многочисленные находки древнего городища. По преданию древний город основан Фасосом, сыном Посейдона.
До 1932 года (ΦΕΚ 19Α) город назывался Лимин-Тасу (Λιμήν Θάσου).

## Сообщество Тасос
Сообщество Лимин-Тасу создано в 1918 году (ΦΕΚ 152Α), в 1932 году (ΦΕΚ 19Α) переименовано в Тасос. В сообщество входят четыре населённых пункта. Население 3240 человек по переписи 2011 года. Площадь 22,805 квадратного километра.
| Населённый пункт | Население (2011), человек |
| ---------------- | ------------------------- |
| Глифада          | 0                         |
| Тасос            | 3234                      |
| Макриамос        | 2                         |
| Нистери          | 4                         |

## Население

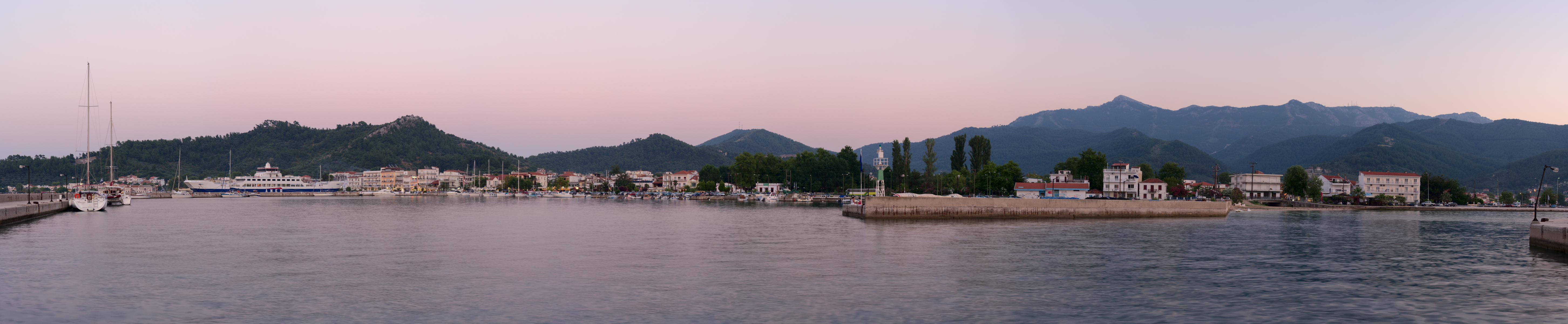
Порт Тасоса

| Год  | Население, человек |
| ---- | ------------------ |
| 1991 | 2623               |
| 2001 | 3129               |
| 2011 | ↗ 3234             |